# HC Meshkov Brest
HC Meshkov Brest (Wit-Russisch: Брэсцкі гандбольны клуб імя Мяшкова) is een Wit-Russische handbalvereniging uit Brest. De club is opgericht in 2002.
De club is genoemd naar Anatol Piatrovich Myashkow (Meshkov), promotor van het Wit-Russische handbal en sportliefhebber.

## Erelijst
- Wit-Rusland
  - Landskampioen:
    - (13x) 2004, 2005, 2006, 2007, 2008, 2014, 2015, 2016, 2017, 2018, 2019, 2020, 2021

  - Bekerwinnaar:
    - (13x) 2004, 2005, 2007, 2008, 2009, 2011, 2014, 2015, 2016, 2017, 2018, 2020, 2021
- SEHA League
  - Reguliere competitie:
    - 2013